# Étienne Mantoux
Pour les articles homonymes, voir Mantoux.
Étienne Mantoux (5 février 1913 à Paris - 30 avril 1945 à Dillingen en Bavière) est un économiste libéral français, fils de l'historien Paul Mantoux. Il est l'auteur de deux vives critiques de John Maynard Keynes : l'article Critique de la Théorie Générale de Keynes, publié en 1937 dans la Revue d'économie politique, et le livre La Paix calomniée ou — Les conséquences économiques de M. Keynes, un livre posthume qui critique du livre de Keynes Les conséquences économiques de la paix.

## Biographie
Étienne Mantoux apprend l'anglais dès son plus jeune âge et suit son père, désigné pour occuper une chaire à l'Université de Londres. Il réside dans le quartier d'Hampstead Heath.
Licencié en droit et diplômé de l'École libre des sciences politiques, il obtient une bourse et poursuit des études d’économie à la London School of Economics de 1935 à 1936. Il est l’élève du socialiste Harold Laski et de l'antisocialiste Friedrich Hayek.
Parfaitement bilingue en français et en anglais, il apprend aussi le russe et l'allemand.
À partir de 1937, il écrit des articles remarqués dans le Manchester Guardian.
Du 26 au 30 août 1938, il participa au Colloque Walter Lippmann, organisé par Louis Rougier, pour repenser le libéralisme dans un contexte marqué par la montée en puissance des idéologies antilibérales à la veille de la guerre.
Mobilisé dans la Sarre, il déménage à Lyon après la débâcle de 1940 et y soutient sa thèse de doctorat de droit en 1941; puis, il étudie à Princeton avant de rejoindre les Forces françaises libres.
Le 24 août 1944, en tant qu'observateur du Piper Cub (no 329911) piloté par le capitaine Jean Callet, il survole Paris à basse altitude et lance aux Forces françaises de l'intérieur retranchés dans la Préfecture de Police  le message du général Leclerc  « Tenez bon, nous arrivons !  », annonçant son arrivée avec la 2e DB que celui-ci commandait.
Mantoux meurt pour la France dans un accident dans les derniers jours de la guerre, le 30 avril 1945 à Dillingen en Allemagne.
Comme Ludwig von Mises, Friedrich Hayek pense que la science économique en France aurait pu prendre une autre direction si Mantoux avait survécu.
En 1995, le Daily Telegraph décrit encore La Paix calomniée ou — Les conséquences économiques de M. Keynes comme un des livres les plus importants de ce siècle.
Il est enterré au cimetière du Père-Lachaise (7e division).

## La Paix calomniée ou — Les conséquences économiques de M. Keynes
Dans ce livre en partie rédigé lors de son séjour à Princeton, Mantoux démontre que beaucoup de prévisions de Keynes sur le déclin de la production industrielle de l'Europe se sont révélées fausses. Mantoux affirme que les réparations représentaient pour l'Allemagne une charge financière surmontable et dit que le réarmement allemand avant la guerre coûte sept fois plus cher.
Écrivant en anglais, Étienne Mantoux y comparait l'influence de ce livre sur l'opinion de l'époque au livre d'Edmund Burke : Réflexions sur la Révolution de France, mais c'était pour reprocher  à Keynes d'avoir fait plus que tout autre auteur pour discréditer le Traité de Versailles et donc affaiblir les démocraties face au danger totalitaire  et de mener vers une nouvelle guerre mondiale.
Le livre est aussi une description des effets permanents de la Première Guerre mondiale, qui lie constamment les enjeux économiques à leurs aspects politiques.
Lorsque ce livre paraît en anglais, sous le titre The Carthaginian Peace or the Economic Consequences of Mr. Keynes , en 1946,  chez Oxford University Press, le Sunday Times écrivit : « Voici Keynes mis en accusation, et l'accusation est formidable… »
La version française est préfacée par Raymond Aron.